# Hov (Vågan)
Pour les articles homonymes, voir Hov.
 (septembre 2018).
Hov est une localité du comté de Nordland, en Norvège.

## Géographie
Administrativement, Hov fait partie de la kommune de Vågan.